# Lärje/Angered IF
Lärje/Angered IF (Laif) är en fotbollsförening från stadsdelen Angered i nordöstra Göteborg. Klubben spelade som högst i division 2. Till säsongen 2015 uppgick klubben tillsammans med Marieholms BoIK och Rannebergens IF i IF Angered United. Trots det engelskklingande namnet var även den nya klubben baserad i Angered. Till säsongen 2017 återtogs namnet Lärje/Angered. Säsongen 2017 spelar herrlaget i division 3 nordvästra Götaland.
Föreningens största profil både som tränare och spelare Frankie Boayke har varit i föreningen i ca 20 år men bytte till det nystartade Angered FC.
Roy Eliasson är en annan stor föreningsprofil.
Bland annat Mathias Ranégie, som spelar i Engelska Watford har spelat för klubben. Chelsea FC-spelaren Amin Affane har klubben som sin moderklubb.